# Ambassade de Guinée en Sierra Leone
L'ambassade de Guinée en Sierra Leone est la mission diplomatique officielle de la république de Guinée en République de Sierra Leone, située à Freetown.

## Liste des ambassadeurs
| N° | Nom et prénoms      | titre de fonction   | Début             | Fin               |
| -- | ------------------- | ------------------- | ----------------- | ----------------- |
| 01 | Tidiane Condé       | ambassadeur         |                   | 4 février 2022    |
| 02 | Jean Pierre Diawara | Chargé des affaires | 9 février 2022    | 19 septembre 2024 |
| 03 | Julien Yombouno     | Ambassadeur         | 19 septembre 2024 | En cours          |

## Voir également
- Relations Sierra Leone-Guinée
- Liste des missions diplomatiques en Sierra Leone
- Liste des missions diplomatiques de la Guinée

## Liens
- https://www.embassypages.com/guinee-ambassade-freetown-sierraleone